# ゲイリー・コール
ゲイリー・コール（Gary Cole, 1956年9月20日 - ）は、アメリカ合衆国の俳優・声優。

## 来歴
イリノイ州に生まれる。幼い頃から俳優業に興味を抱き、最初の演技は地元の高校が製作したスヌーピーの劇だった。その高校を卒業後には、イリノイ州立大学へ進学して本格的に演技を学ぶ。
その後、シカゴの舞台などに立ち始めて、ニューヨークのオフ・ブロードウェイ舞台などにも出演し始めてキャリアをスタート。その内、テレビや映画などへの出演も増え始めて、俳優として確固たる地位を築いていく。2005年には日本人監督の中田秀夫が自身のホラーをセルフ・リメイクした『ザ・リング2』に出演。2007年に出演した日系人を扱ったドラマ『アメリカン・パスタイム』では中村雅俊、ジュディ・オングら日本人俳優とも共演した。
2021年より、人気ドラマ『NCIS 〜ネイビー犯罪捜査班』の主演をマーク・ハーモンより引き継いだ。
1992年に女優のテディ・シダールと結婚した。

## 出演作品

### 映画
| 公開年 | 邦題 原題                                                                       | 役名                                 | 備考                      |
| ------ | ------------------------------------------------------------------------------- | ------------------------------------ | ------------------------- |
| 1984   | 疑惑 Fatal Vision                                                               | ジェフリー・マクドナルド             | テレビ映画                |
| 1986   | ルーカスの初恋メモリー Lucas                                                    | アシスタント・コーチ                 |                           |
| 1990   | 新・老人と海 The Old Man and the Sea                                            | トム・プルーイット                   | テレビ映画                |
| 1991   | サン・オブ・ザ・モーニング・スター/悲劇の将軍カスター Son of the Morning Star   | ジョージ・アームストロング・カスター | テレビ映画                |
| 1993   | ザ・シークレット・サービス In the Line of Fire                                  | ビル・ワッツ                         |                           |
| 1994   | 奇跡の時 A Time to Heal                                                         | ジェイ・バートン                     | テレビ映画                |
| 1994   | ザ・ロンゲスト・デイ2 Fall from Grace                                           | トム・オニール                       | テレビ映画                |
| 1995   | ゆかいなブレディ一家/我が家がイチバン The Brady Bunch Movie                     | マイク・ブレディ                     |                           |
| 1996   | ゆかいなブレディー家/トラブルinハワイ A Very Brady Sequel                       | マイク・ブレディ                     |                           |
| 1997   | サンタ・フェ Santa Fe                                                           | ポール・トーマス                     |                           |
| 1997   | ギャングシティ Gang Related                                                     | リチャード・シムズ                   |                           |
| 1998   | シンプル・プラン A Simple Plan                                                  | バクスター                           |                           |
| 1998   | 楽園のキス Kiss the Sky                                                         | マーティ                             |                           |
| 1998   | サンタに化けたヒッチハイカーは、なぜ家をめざすのか? I'll Be Home for Christmas  | ジェイクの父                         |                           |
| 1999   | リストラ・マン Office Space                                                     | ビル                                 |                           |
| 2000   | ギフト Gift                                                                     | デヴィッド・ダンカン                 |                           |
| 2002   | ストーカー One Hour Photo                                                       | ビル・オーウェンズ                   |                           |
| 2002   | カデット・ケリー Cadet Kelly                                                    | サー                                 | テレビ映画                |
| 2002   | アイ・スパイ I Spy                                                              | カルロス                             |                           |
| 2002   | ゆかいなブレディー家 パパは大統領!? The Brady Bunch in the White House          | マイク・ブレディ                     | テレビ映画                |
| 2004   | アイドルとデートする方法 Win a Date with Tad Hamilton!                          | ヘンリー                             |                           |
| 2004   | ドッジボール Dodgeball: A True Underdog Story                                   | コットン・マクナイト                 |                           |
| 2004   | パパはロック・スター! Pop Rocks                                                 | ダガー                               | テレビ映画                |
| 2005   | ザ・リング2 The Ring Two                                                        | マーティン                           |                           |
| 2005   | キム・ポッシブル:ドラマチック・ナイト Kim Possible: So the Drama                | ドクター・ポッシブル                 | 声の出演                  |
| 2005   | モーツァルトとクジラ Mozart and the Whale                                       | ウォーレス                           |                           |
| 2005   | クライ・ウルフ 殺人ゲーム Cry Wolf                                              | ミスター・マシューズ                 |                           |
| 2006   | タラデガ・ナイト オーバルの狼 Talladega Nights: The Ballad of Ricky Bobby       | リース・ボビー                       |                           |
| 2007   | アメリカを売った男 Breach                                                       | リッチ・ガーセス                     |                           |
| 2007   | アメリカンパスタイム 俺たちの星条旗 American Pastime                            | ビリー                               |                           |
| 2008   | ゴッド・ランド God Land                                                         | ローデス                             |                           |
| 2008   | スモーキング・ハイ Pineapple Express                                            | テッド・ジョーンズ                   |                           |
| 2009   | 幸せがおカネで買えるワケ The Joneses                                            | ラリー                               |                           |
| 2011   | イースターラビットのキャンディ工場 Hop                                          | ヘンリー・オヘア                     |                           |
| 2018   | ブロッカーズ Blockers                                                           | ロン                                 |                           |
| 2018   | アンブロークン: パス・トゥ・リデンプション Unbroken: Path to Redemption         | ジョージ・ベイリー                   |                           |
| 2019   | エンツォ レーサーになりたかった犬とある家族の物語 The Art of Racing in the Rain | ドン・キッチ                         |                           |
| 2020   | Darkness Falls                                                                  | Mark Witver                          |                           |
| 2020   | バットマン:デス・イン・ザ・ファミリー Batman: Death in the Family               | トゥーフェイス ゴードン Reporter 4   | 声の出演 オリジナルビデオ |

### テレビドラマ
| 放映年                | 邦題 原題                                                       | 役名                                 | 備考                                        |
| --------------------- | --------------------------------------------------------------- | ------------------------------------ | ------------------------------------------- |
| 1985                  | トワイライト・ゾーン Twilight Zone                              | ダニエル                             | 「さまよえる魂」                            |
| 1986                  | 特捜刑事マイアミ・バイス Miami Vice                             | アラン                               | 計2話出演                                   |
| 1988-1991             | ミッドナイト・コーラー Midnight Caller                          | ジャック・キリアン                   | 計61話出演                                  |
| 1995-1996             | アメリカン・ゴシック American Gothic                            | ルーカス・バック保安官               | 計22話出演                                  |
| 1998                  | 新アウターリミッツ The Outer Limits                             | レイ・ベナブル刑事                   | 第4シーズン第1話「連続殺人」                |
| 1998                  | フロム・ジ・アース/人類、月に立つ From the Earth to the Moon    | エド・ミッチェル                     | ミニシリーズ                                |
| 1999                  | Crusade                                                         | マシュー・ギデオン                   | 計13話出演                                  |
| 1999-2004             | ザ・プラクティス ボストン弁護士ファイル The Practice            | Solomon Tager Attorney Brian Seabury | 別の役で計3話出演                           |
| 2000                  | そりゃないぜ!? フレイジャー Frasier                             | ルーク・パーカー                     | 第8シーズン第7話「The New Friend」          |
| 2002-2003             | Family Affair                                                   | ウィリアム・デイヴィス               | 計15話出演                                  |
| 2003                  | 名探偵モンク Monk                                               | デクスター・ラーソン                 | 「密室殺人と美女軍団」                      |
| 2003-2006             | ザ・ホワイトハウス The West Wing                                | ボブ・ラッセル副大統領               | 計22話出演                                  |
| 2004                  | LAW & ORDER:性犯罪特捜班 Law & Order: Special Victims Unit      | ザンダー・ヘンリー                   | 第5シーズン第12話「汚された社交クラブ」     |
| 2005                  | Wanted                                                          | コンラッド・ローズ                   | 計13話出演                                  |
| 2007                  | SHARK カリスマ敏腕検察官 Shark                                  | クリスチャン・チャンバース           | 第1シーズン第16話「シャーク資格剥奪の危機」 |
| 2007                  | スーパーナチュラル Supernatural                                 | ブラッド・レディング                 | 第2シーズン第18話「ハリウッドの亡霊」       |
| 2008                  | デスパレートな妻たち Desperate Housewives                       | ウェイン・デイヴィス                 | 計6話出演                                   |
| 2008                  | サイク/名探偵はサイキック? Psych                                | キャメロン・ランツ                   | 第3シーズン第8話「Gus Walks into a Bank」   |
| 2008-2010             | アントラージュ★オレたちのハリウッド Entourage                   | アンドリュー・クライン               | 計12話出演                                  |
| 2008, 2011            | CHUCK/チャック Chuck                                            | ジャック・バートン                   | 計2話出演                                   |
| 2009                  | NUMBERS 天才数学者の事件ファイル Numb3rs                        | シャパード・カーター                 | 第6シーズン第1話「予告された暗殺」          |
| 2010                  | クローザー The Closer                                           | エドワード・ドーセット               | 第6シーズン第8話「制裁」                    |
| 2010-2016             | グッド・ワイフ The Good Wife                                    | カート・マクベイ                     | 計14話出演                                  |
| 2011                  | トゥルーブラッド True Blood                                     | アール                               | 第4シーズン第1話「驚きの帰還」              |
| 2011                  | ラリーのミッドライフ★クライシス Curb Your Enthusiasm            | ジョー・オドネル                     | 計1話出演                                   |
| 2011-2013, 2016, 2019 | SUITS/スーツ Suits                                              | キャメロン・デニス                   | 計10話出演                                  |
| 2012                  | ハート・オブ・ディクシー ドクターハートの診療日記 Hart of Dixie | イーサン・ハート                     | 計2話出演                                   |
| 2012                  | 救命医ハンク セレブ診療ファイル Hart of Dixie                   | サイモン・ブラドック                 | 第4シーズン第10話「本当の私」               |
| 2012                  | 30 ROCK/サーティー・ロック 30 Rock                              | ロジャー                             | 第7シーズン第4話「Unwindulax」              |
| 2013-2019             | Veep/ヴィープ Veep                                              | ケンド・デヴィッドソン               | 計55話出演                                  |
| 2016-2017             | Mercy Street                                                    | ジェームズ・グリーン                 | 計12話出演                                  |
| 2017-                 | グッド・ファイト The Good Fight                                 | カート・マクベイ                     | 計11話出演                                  |
| 2018-2019             | シカゴ・ファイア Chicago Fire                                   | カール・グリソム                     | 計12話出演                                  |
| 2019-2021             | Mixed-ish                                                       | Harrison Jackson III                 | 計36話出演                                  |
| 2021                  | NCIS 〜ネイビー犯罪捜査班 NCIS                                  | オールデン・パーカー                 |                                             |

### テレビアニメ
- Harvey Birdman, Attorney at Law （2000年 - 2007年）
- バットマン・ザ・フューチャー Batman Beyond （2000年）
- ファミリー・ガイ Family Guy （2000年 - 2017年）
- ジャスティス・リーグ Justice League （2001年）
- キム・ポッシブル Kim Possible （2002年 - 2007年）
- キング・オブ・ザ・ヒル King of the Hill （2005年）
- Archer Archer （2014年 - 2015年）
- リック・アンド・モーティ Rick and Morty （2015年）
- FはファミリーのF F Is for Family （2015年 - 2017年）
- スタートレック:ローワー・デッキ Star Trek: Lower Decks （2020年）
- Qフォース Q-Force （2021年）

## 参照
1. ↑  “Gary Cole Biography (1956–)”.   Filmreference.com. 2012年6月11日閲覧。